# ふぞろい刑事
『ふぞろい刑事』（ふぞろいデカ）は、2017年12月21日にテレビ朝日系「ミステリースペシャル」で放送された刑事ドラマ。主演は村上弘明と真矢ミキ。

## 登場人物

### 警視庁捜査一課 比嘉班（特捜班）
早乙女史朗
演 - 村上弘明
経歴：警視庁捜査一課
→ 総務部広報課
→ 警視庁捜査一課 比嘉班
階級は警部補。総務部広報課から異動してきた新人。捜査前に「手鏡を見る」習慣から、「乙女おじさん」と揶揄される。
屋敷瑠奈
演 - 福田沙紀
パソコンが得意。勤務中頻繁にLINEをしている。
新藤晋吉
演 - 宮川一朗太
刑事。
郷田要
演 - 須田邦裕
刑事。
比嘉兆次
演 - 田山涼成
班長。
鬼塚桂
演 - 真矢ミキ
早乙女の相棒。元マル暴で通称「オニケイ」。

### その他
野坂いずみ
演 - 藤吉久美子
早乙女の8年前に別れた元妻。食堂「いろは」の女将。

### ゲスト
- 高林剛（フレックス建設 社員・「ガーデンビュー美しヶ丘」505号室の入居者） - 尾美としのり
- 高林真奈美（高林の妻・料理教室の先生） - 芳本美代子
- 前田正臣（ユニオン総合法律事務所 弁護士・「ガーデンビュー美しヶ丘」603号室の入居者） - 飯田基祐
- 阿部俊作（フレックス建設 専務） - 近江谷太朗
- 清水正則（日丸物産 社長） - 新井康弘
- 藤本京子（藤本良夫の娘） - 菜葉菜
- 前田登美江（前田の母） - 赤座美代子
- 竹山（「週刊文潮」記者） - 加藤満
- 中川和也（フリージャーナリスト） - 越村友一
- 鬼塚桂の麻雀仲間 - 増田修一朗
- 富永沙織（建設発表会の司会者） - 富永沙織（本人役）
- ホテル従業員 - 押田瑞穂
- フレックス建設 社員 - 金田彩奈
- ホテル受付 - 尾花貴絵
- 喫茶店店員 - 山木コハル
- マスターの娘 - 田中珠里
- 田所裕也（フリージャーナリスト） - 保科光志
- 8年前に殉職した警官 - 志賀正人
- 「ガーデンビュー美しヶ丘」の入居者 - 渡辺志保、金子路代、越山深喜
- 菊地（真奈美の料理教室の生徒） - 澤田千加
- 喫茶店のマスター - 鈴木将一朗
- フレックス建設 社員 - 齋藤修
- 建設発表会の参加者 - 宮吉康夫
- 片岡（8年前の犯人） - 浜田大介
- コンテナヤードの職員 - 菊原祐太朗

## スタッフ
- 脚本 - 関えり香
- 監督 - 麻生学
- 助監督 - 坂梨公紀、安原正恭、内海光人
- 料理監修 - 赤堀博美
- 技斗 - 深作覚
- ガンエフェクト - 早川光
- 技術協力 - ビデオフォーカス
- 美術協力 - 山崎美術
- 音響効果 - スポット
- 企画 - 古賀誠一（オスカープロモーション）
- プロデュース - 深澤義啓（ABCテレビ）、山田大作（オスカープロモーション）
- 制作 - 朝日放送、オスカープロモーション